# Huayllati
El  Huayllati es una localidad de la Provincia de Grau, ubicada en el Departamento de Apurímac, Perú. Capital del Distrito del mismo nombre.

## Historia
Cuarto distrito de la provincia de Grau del Departamento de Apurimac, fue creado por Ley Nº 454 el 2 de enero de 1857 a. C. durante el segundo gobierno del Mariscal Ramón Castilla.

## Nombre
Se llama Huayllati porque tenía una laguna en la misma población llamada Pumahuanca y al centro de dicha laguna crecía paja o nigua llamada huaylla.

## Geografía
Asentada en la ladera, coloca en precario equilibrio en seguridad e integridad a los pocos pobladores de Huayllati. Ubicado en la confluencia del río Palca, con el río Vilcabamba por el este y sur, rodeado de laderas empinadas, de variadas pendientes, Chanchan Coparage Rocahuati. Con vista Panorámica al cerro Calvario Niñacha Urco Chima se encuentra en la bocamina de minerales Huayllati. Ubicado a 3440 metros sobre el nivel del mar. De acuerdo a los resultados finales del sexto censo nacional de población efectuado en 1961 la población de distrito de Huayllati, y sus principales anexos, el caseríos es de 20 habitantes. En 1956 habitantes de Çhuayllati; Corichichina y Yanarico abandonaron sus tierras por efecto de la sequía.

## La virgen de los reyes de Huallaty
Fue traída por las familias Catalán españolas, tiene un altar antiguo de pan de oro donde esta la Patrona de los Reyes, fue traído por los españoles en 1750.
La Primera campana que es más grande María Angola fue donada siendo Párroco cura; el Sr. Juan Carlos García en 1783. La Segunda campana fue donada por Dr. Carmero en 1810.
En el mundo católico el 6 de enero se celebra la bajada de los Reyes como culminación del nacimiento del niño Jesús en el Pueblo de Huayllati resplandeció la luz divina de nuestro dios y de la Santísima Virgen de los reyes e los hombres de una voluntad con una sencillez acogedora de su fe la reciben como patrona del distrito de Huayllati luego la Iglesia antigua fue destrozada por los caudales del Cooñapuquio esta antigua Iglesia fue hecha por gratitud de su Pueblo de sus abuelos de la señora Isabel Talavera el pueblo más antiguo Huallaty era netamente también llamados Caciques cuyos familiares existen todavía en el Pueblo, llamados Wisarami Casani, Huilca Arata estas familias acostumbraban nombrarse entre ellos Gobernador varayoc que estaba compuesto de 12 personas al que mandan a estos era taita ordinario siempre ello se dividían en 2 Ayllus Wichay Ayllu de la plaza para arriba, el Huray ayllu de la torre para debajo de igual manera servían los cabildos según ellos existían como una especie de mesa en cada esquina de la plaza y este sitio era muy reservado para estos.
Dichos habitantes acostumbrados hacer cargo para la patrona del pueblo en rotación con bailarinas llamadas huaylias disfrazadas con ropas de distintos colores, sonajas y la música era carchanco, en los carnavales se usaban la tinta del ganado vacuno (taño, mama) y las ovejas (Castilla mama) y el día miércoles de cenizas se reunían juntando los productos de sus chacras para ver si ese año tenía buena cosecha. Hacían carrera de caballos, peleas de gallos y corrida de toros.
Cada año acostumbraban hacer fiestas patronales.